# Виктор IV (антипапа)
Виктор IV, кардинал Грегорио Конти (Грегорио деи Конти ди Санклементе; ум. ок. 1140) — антипапа в марте-мае 1138 года.
Грегорио Конти родился в Чеккано (провинция Фрозиноне). В 1122 году был возведён папой Каликстом II в сан кардинала-священника Санти-XII-Апостоли. На двойных выборах 14 февраля 1130 года поддержал Анаклета II.
Грегорио Конти был избран на папский престол сторонниками антипапы Анаклета II после смерти (25 января 1138 года) последнего и принял имя Виктора IV. В момент избрания Виктора IV большинство римлян склонились на сторону папы Иннокентия II. Из-за бесперспективности продолжения схизмы 29 мая 1138 года Виктор IV по совету Бернарда Клервоского тайком от своих сторонников бежал из Ватикана на левый берег Тибра и покорился Иннокентию II. Последний восстановил Грегорио Конти в сане кардинала. Но в том же 1139 году на Втором Латеранском соборе Иннокентий II, несмотря на протесты Бернарда Клервоского, отлучил Грегорио Конти от Церкви.